# غاف البحر
غاف البحر ويُعرف باسم صَبَار (في قطر والإمارات وعُمان والبحرين) (الاسم العلمي: Pithecellobium dulce)، نوع من النباتات المزهرة من فصيلة البقولية،هو نبات أصيل في ساحل المحيط الهادي والمرتفعات المجاورة في المكسيك وأمريكا الوسطى وشمال أمريكا الجنوبية. هو أحد الأنواع المستحدثة والمُجنسة على نطاق واسع في منطقة البحر الكاريبي، فلوريدا، غوام، الهند، بنغلاديش، سريلانكا، باكستان، والخليج العربي وتايلاند والفلبين. يعتبر من الأنواع الغازية في هاواي.

## الوصف
شجرة ضخمة، كثيفة، دائرية القمة، شائكة، ارتفاعها 3-8 م. الغصينات متموجة تقريبًا. اللحاء داكن اللون بأوراق ريشية مزدوجة. الوريقات متقابلة، توجد في 1-3 مجموعات زوجية، كل منها رمحية إلى مستطيلة الشكل. الأذينات شوكية. المجموع الزهري عنقودي. إبطي أو طرفي. الأزهار صغيرة، بيضاء اللون، ذات رؤوس كروية. كأس الزهرة أنبوبي أو جرسي، ذو 4-5 أسنان. التويج أنبوبي إلى جرسي، مكون من 4-5 فصوص. الأسدية كثيرة العدد، منصهرة في الأسفل، المآبر طويلة بارزة. قلم السمة قصير. الإزهار خلال شهر فبراير. القرون مفتولة حلزونيًا وملتوية، طولها 5-12 سم، بنية فاتحة اللون. البذور صغيرة، منبسطة، سوداء، لماعة.
تتحمل الملوحة المعتدلة. شجرة تجميلية ولها استخدامات متعددة في الطب الشعبي.